# Ballophilidae
Ballophilidae é uma família monofilética de centopéias pertencente à ordem Geophilomorpha e superfamília Himantarioidea.

## Gêneros
Gênero:
- Afrotaenia Chamberlin, 1951
- Ballophilus Cook, 1896
- Caritohallex Crabill, 1960
- Ceretmo
- Clavophilus
- Dipletmo
- Ityphilus
- Koinethmus
- Leucolínio
- Taeniolinu
- Tanófilo
- Zygetmus